# Sikkelhooiwagenkrab
De sikkelhooiwagenkrab (Macropodia linaresi) is een kleine krab uit de familie Inachidae, die zeldzaam is op enige afstand voor de Belgische en de Nederlandse kust.

## Anatomie
De sikkelhooiwagenkrab heeft een driehoekig carapax, waarvan de lengte maximaal 13 mm bedraagt (meestal kleiner). Ze bezit gesteelde ogen die niet intrekbaar zijn. De rugzijde van de carapax is sterk behaard en draagt een scherpe stekel op de cardicale regio. De kleur is meestal bruinachtig grijsgeel. De voorste rand van het rugschild bezit een kort, licht opwaarts gebogen rostrum. De schaarpoten zijn vrij dik en alle pereopoden zijn relatief lang, gestekeld en dragen setae of beharing. De dactylus van het laatste twee paar looppoten is sterk sikkelvormig gekromd en aan de binnenzijde van talrijke stekels voorzien.

## Verspreiding en ecologie
De sikkelhooiwagenkrab komt voor op bodems met fijn tot grof zand, van 18 tot 140 m diepte. Het is een Oost-Atlantische soort die gevonden wordt van de zuidelijke Noordzee tot Senegal en in de Middellandse Zee. In 2017 werd ze pas voor het eerst met zekerheid aangetroffen in het Belgische deel van de Noordzee.